# Варлыгин, Дмитрий Порфирьевич
Дмитрий Порфирьевич Варлыгин (1863―1937) — поэт.

## Биография
Родился в деревне Марково Коломенского уезда Московской губернии в крестьянской, религиозно настроенной семье. Слышанные в детстве духовные стихи, жития, Библия пробудили в Варлыгине «любовь к стихотворству, к поэзии». После окончания четырёхклассной сельской школы и Коломенского уездного училища (1875―1878), во главе которого стал поэт Н. П. Кельш, развивший у Варлыгина интерес к литературе, был определён в фабричную контору с. Озёры, где приказчиком служил его отец; пробовал заняться торговлей. Немногие свободные часы посвящал чтению и сочинительству, которого стеснялся (это чувство в отношении к собственному творчеству осталось у Варлыгина навсегда). Первая публикация ― три стихотворения под общим названием «Крестьянские стихотворения» (1887, подпись ― Д. П. В.). В 1892 году переехал в Москву, продолжал служить. Решающим для Варлыгина стало знакомство с И. А. Белоусовым, М. Л. Леоновым и вступление в Суриковский литературно-музыкальный кружок. Он начинает печататься в коллективных сборниках писателей из народа: «Нужды» (1896―1897), «Малое ― великим» (1902), «Молодые всходы» (1903), «Песни мира» (191О; 14 стихотворений) и др. Выступал в периодической печати: журнал «Кормчий» (наиболее активно ― 1900―1916), «Народное благо», «Русский паломник», «Мирок», «Путеводный огонёк», «Светоч», «Дневник писателя»; газетах «Новь», «Донская речь», «Русский листок», «Копейка», «Северное утро». Принял ближайшее участие в издании сборника «Мир» (1899, под редакцией М. Л. Леонова) . В 1912 году Суриковский кружок праздновал 25-летие литературной деятельности Варлыгина.